# Torre Forns
La Torre Forns és una casa modernista de Breda (Selva) inclosa a l'Inventari del Patrimoni Arquitectònic de Catalunya.

## Descripció
Casa situada al costat de la carretera d'Arbúcies, al nucli urbà.
Consta de dues plantes i té una coberta a doble vessant en fibrociment (uralita).
Façana arrebossada i pintada de blanc, amb llindes i cornises pintades de vermell, i amb decoracions florals (també pintades de color verd). A la planta baixa, la porta i les finestres tenen llindes decorades amb motius vegetals en relleu. Destaca un porxo amb arcs de mig punt i columnes, a sobre del qual hi ha una torreta amb forma quadrangular i coberta piramidal amb rajola blanca i vermellosa, que té arc geminat de mig punt.